# NGC 6210
NGC 6210は、ヘルクレス座にある惑星状星雲。
1799年、最初にジェローム・ラランドが星として記録し、その後、1825年にフリードリッヒ・シュトルーベが星雲としての性質を見つけ、発見に至る。
地球からの距離は約6,500光年と推定される。この星雲は、銀河面から約38°上方に位置しいるため、銀河面にある塵やガスの影響を受けず、光の吸収や散乱が少ない。はっきりとした形を持たない不規則な星雲であり、中心星から放出された物質が少なくとも4つのジェットとなって内側の殻から流れ出ている。